# Najini mostovi (televizijska serija)
Najini mostovi je slovenska romantična televizijska serija. Začela se je 2. marca 2020, predvajana pa je od ponedeljka do petka ob 20. uri na POP TV. 3. sezona je zadnja sezona in se je začela 1. marca 2021. Prinesla je obilico novih likov in zapletov.

## Vsebina
Ljubezenska zgodba nove slovenske serije Najini mostovi je postavljena med slikovita pobočja očarljive Vipavske doline, kamor se po dolgih letih odsotnosti vrne glavni lik serije, Kristjan Bevk, zdravnik splošne prakse. Kristjan je po odhodu od doma pustil vrsto odprtih vprašanj. Med drugim tudi nerazčiščen odnos s svojo veliko ljubeznijo, Moniko Furlan, ki se je po Kristjanovem odhodu poročila z njegovim bratom Robertom Furlanom. Kristjan skupaj z zdravnico Franijo in ostalimi skuša ugotoviti kakšne so resnice in skrivnostim priti do dna. Skrivnosti, ki tlijo pod številnimi vipavskimi izviri, iz dneva v dan še več in korak za korakom bodo počasi prodirale na plano, nekaterim rušile, drugim gradile mostove prepletenih medosebnih odnosov.

## Sezone
| Sezona | Sezona | Epizode | Začetek         | Konec             |
| ------ | ------ | ------- | --------------- | ----------------- |
|        | 1      | 19      | 2. marec 2020   | 1. april 2020     |
|        | 2      | 52      | 31. avgust 2020 | 16. december 2020 |
|        | 3      | 79      | 1. marec 2021   | 22. junij 2021    |

## Liki
| Igralec/-ka        | Vloga                                                                                     | Sezona         |
| ------------------ | ----------------------------------------------------------------------------------------- | -------------- |
| Družina Furlan     |                                                                                           |                |
| Robert Korošec     | Kristjan Bevk, zdravnik                                                                   | 1, 2, 3        |
| Maša Grošelj       | Monika Furlan, Robertova žena, Kristjanova bivša punca, novinarka                         | 1, 2, 3        |
| Rok Kunaver        | Robert Furlan, Kristjanov brat, podjetnik                                                 | 1, 2, 3        |
| Aleš Valič         | Ivan Furlan, Kristjanov in Robertov oče, lastnik in direktor podjetja Baron               | 1, 2, 3        |
| Darja Reichman     | Magda Furlan, Ivanova pokojna žena (lik iz preteklosti)                                   | 1, 2, 3        |
| Anja Drnovšek      | Valerija Furlan, Kristjanova in Robertova sestra, lastnica lokalne kavarne                | 1, 2, 3        |
| Tina Gorenjak      | Karmen Furlan, Ivanova nova žena                                                          | 1, 2, 3†       |
| Julijan Weiss Turk | Vid Furlan, sin Monike in Roberta                                                         | 1, 2, 3        |
| Ana Lu Lamut       | Klara Furlan, hči Monike in Kristjana                                                     | 1, 2, 3        |
| Družina Jug        |                                                                                           |                |
| Jernej Kuntner     | Boris Jug, minister za infrastrukturo, nekdanji poslanec                                  | 1, 2, 3        |
| Helena Peršuh      | Ksenija Jug, Borisova žena                                                                | 1, 2, 3        |
| Anuša Kodelja      | Tanja Jug, hčerka Ksenije in Borisa, Kristjanova bivša punca                              | 1, 2, 3        |
| Ostali             |                                                                                           |                |
| Marjana Brecelj    | Franja Premrl, bivša zdravnica, najboljša prijateljica Kristjanove mame                   | 1 - 3† (4.del) |
| Nina Ivanič        | Dragica Trošt, medicinska sestra, fotografinja                                            | 1, 2, 3        |
| Matej Zemljič      | Domen Bratina, reševalec, Tanjin prijatelj, sirota                                        | 1, 2, 3        |
| Gaj Črnič          | Gregi - Gregor Bratina, Domnov brat, Vidov prijatelj                                      | 1, 2, 3        |
| Saša Pavlin Stošić | Suzana Krhne, vodja lokalne lekarne, Robertova ljubica, Valerijina najboljša prijateljica | 1, 2, 3        |
| Jure Kopušar       | Lovro Felc, nekoč Kristjanov najboljši prijatelj, invalid                                 | 1, 2, 3        |
| Jože Hrovat        | Milan Žorž                                                                                | 1              |
| Barbara Vidovič    | Jasna Žorž, Milanova žena                                                                 | 1              |
| Manca Petrič       | Manca Žorž, Milanova vnukinja                                                             | 1, 2, 3        |
| Bojan Maroševič    | minister za infrastrukturo                                                                | 1, 2           |
| Ivica Knez         | Mare Gregorčič, sekretar na Ministrstvu za infrastrukturo                                 | 1, 2, 3        |
| Brane Grubar       | Silvo                                                                                     | 2              |
| Uroš Maček         | Vito Kunaver, Ksenijin sodelavec                                                          | 2†             |
| Tilen Kožamelj     | Zoki Loboda, Valerijin kuhar v lokalu, Valerijin bivši fant, prevarant                    | 2              |
| Rok Šebenik        | Toni, Robertov zaposleni, Ivanov šofer                                                    | 2, 3           |
| Saša Klančnik      | Dani, vodovodar                                                                           | 2              |
| Andrej Jesenovec   | policist                                                                                  | 2 (31. del)    |
| Monika Pajtler     | policistka                                                                                | 2 (31. del)    |
| Matej Recer        | Zakrajšek, računsko sodišče                                                               | 2              |
| Iztok Bevk         | Miran Zupančič, nadzornik                                                                 | 2              |
| Mina Manojlović    | Selma, čistilka v Baronu                                                                  | 2              |
| Nina Skrbinšek     | Breda Sever                                                                               | 2              |
| Peter Harl         | novinar Steblovšek                                                                        | 2              |
| Andrej Zalesjak    | Matic Virant, ginekolog, Kristjanov sošolec na faksu                                      | 2, 3           |
| Matic Valič        | Sandi Sirc, raziskovalni novinar, Monikin prijatelj                                       | 2, 3           |
| Tanita Rose        | medicinska sestra                                                                         | 3              |
| Veronika Železnik  | Maja Dolenc, Domnova punca                                                                | 2, 3           |
| Alenka Tetičkovič  | Lidija Petrinjšek, pravnica                                                               | 3              |
| Blaž Setnikar      | Maks Kunaver, sin Vita Kunaverja, lekarnar                                                | 3              |
| Gorka Berden       | Patricija Grčar, pravnica                                                                 | 3              |
| Blaž Dolenc        | Darko                                                                                     | 3              |
| Branden Garrett    | Tanjin ginekolog                                                                          | 3              |
| Aleš Kranjec       | Felix Zupančič, Kristjanov prijatelj                                                      | 3              |
| Dejan Krupić       | inšpektor Kerin                                                                           | 3              |

## Liki iz Usodnega vina in Najinih mostov
Liki, ki so igrali v serijah Usodno vino in Najini mostovi.
| Igralec/-ka        | Vloga v Usodnem vinu                                                       | Vloga v Najinih mostovih                                                                  | Sezone              |
| ------------------ | -------------------------------------------------------------------------- | ----------------------------------------------------------------------------------------- | ------------------- |
| Rok Kunaver        | André Simoné, francoski vinar                                              | Robert Furlan, Kristjanov brat, izvršni direktor Barona                                   | 1,2,3,4 / 1,2,3     |
| Aleš Valič         | Gérard Simoné, oče Andrea Simonetta                                        | Ivan Furlan, Kristjanov in Robertov oče, lastnik podjetja Baron                           | 2† / 1,2,3          |
| Darja Reichman     | Violeta Petrič, žena Matjaža petriča                                       | Magda Furlan, Ivanova pokojna žena (lik iz preteklosti)                                   | 1,2,3,4 / 1,2,3     |
| Anja Drnovšek      | primarijka Rebeka Kern, dr. med.                                           | Valerija Furlan, Kristjanova in Robertova sestra, lastnica lokalne kavarne                | 2,3,4 / 1,2,3       |
| Jernej Kuntner     | Matjaž Petrič, Dorin očim, bivši župan                                     | Boris Jug, poslanec in vinar                                                              | 1,2,3,4 / 1,2,3     |
| Nina Ivanič        | Ines Hrovat, Ivanova bivša žena                                            | Dragica Trošt, medicinska sestra, fotografinja                                            | 1,2,3,4 / 1,2,3     |
| Saša Pavlin Stošić | Karin Rihter, bivša zaročenka Martina Rozmana, bivša punca Matjaža Petriča | Suzana Krhne, vodja lokalne lekarne, Robertova ljubica, Valerijina najboljša prijateljica | 1,2,3,4 / 1,2,3     |
| Jure Kopušar       | Vasja Horžen, delavec v vinarstvu Dolinar                                  | Lovro Felc, nekoč Kristjanov najboljši prijatelj, invalid                                 | 1,2,3,4 / 1,2,3     |
| Jože Hrovat        | policijski inšpektor Žigon                                                 | Milan Žorž                                                                                | 2,3,4 / 1           |
| Barbara Vidovič    | medicinska sestra Ida Lah                                                  | Jasna Žorž, Milanova žena                                                                 | 2,3,4 / 1           |
| Brane Grubar       | Gregor Miklavčič, oče Vere Rozman                                          | Silvo                                                                                     | 2,3,4 / 2           |
| Nina Skrbinšek     | Elizabeta, Zorčeva gospodinja                                              | Breda Sever                                                                               | 4 / 2               |
| Matej Recer        | zdravnik dr. Jurič                                                         | moški z Računskega sodišča                                                                | 2 / 2               |
| Ivica Knez         | matičar Janc                                                               | Mare Gregorčič, sekretar                                                                  | 2 / 1,2,3           |
| Tilen Kožamelj     | delavec Mitja                                                              | Zoki Loboda, bivši kuhar v lokalu                                                         | 3 (27. del) / 2     |
| Matej Zemljič      | prodajalec na avto-sejmu                                                   | Domen Bratina, reševalec                                                                  | 3 (35. del) / 1,2,3 |
| Branden Garrett    | dr. Jamnik                                                                 | Tanjin ginekolog                                                                          | 3 / 3               |
| Bojan Maroševič    | zdravnik                                                                   | nekdanji minister za infrastrukturo                                                       | 4 / 1,2             |
| Aleš Kranjec       | natakar                                                                    | Felix Zupančič, Kristjanov prijatelj                                                      | 3,4 / 3             |

## Liki iz Reke ljubezni in Najinih mostov
Liki, ki so igrali v serijah Reka ljubezni in Najini mostovi.
| Igralec/-ka      | Vloga v Reki ljubezni                                       | Vloga v Najinih mostovih                                                   | Sezone          |
| ---------------- | ----------------------------------------------------------- | -------------------------------------------------------------------------- | --------------- |
| Aleš Valič       | Uroš Lekić, direktor firme Lekslo                           | Ivan Furlan, Kristjanov in Robertov oče, lastnik podjetja Baron            | 1,2,3,4 / 1,2,3 |
| Anja Drnovšek    | Nataša Zupan, Blaževa pokojna zaročenka                     | Valerija Furlan, Kristjanova in Robertova sestra, lastnica lokalne kavarne | 1-2† /1,2,3     |
| Marijana Brecelj | Marija Slak, Rokova in Blaževa babica                       | Franja Premrl, bivša zdravnica, najboljša prijateljica Kristjanove mame    | 1,2,3,4 / 1-3†  |
| Nina Ivanič      | Mojca Vesel, Frančeva žena, nekdanja natakarica v Vulkančku | Dragica Trošt, medicinska sestra, fotografinja                             | 1,2,3,4 / 1,2,3 |
| Blaž Setnikar    | Jan Drole, Valentinin bivši zaročenec                       | Maks Kunaver, sin Vita Kunaverja, lekarnar                                 | 1,2,3,4 / 3     |
| Bojan Maroševič  | Alojz Gornik, bivši predsednik občine Bohinj                | minister za infrastrukturo                                                 | 3† / 1,2,3      |
| Tanita Rose      | Nastja, tajnica v podjetju Lekslo                           | medicinska sestra                                                          | 1,2,3,4 / 2     |

## Liki iz Usodnega vina, Reke ljubezni in Najinih mostov
Liki, ki so igrali v serijah Usodno vino, Reka ljubezni in Najini mostovi.
| Igralec/-ka     | Vloga v Usodnem vinu                | Vloga v Reki ljubezni                                       | Vloga v Najinih mostovih                                                   | Sezone                    |
| --------------- | ----------------------------------- | ----------------------------------------------------------- | -------------------------------------------------------------------------- | ------------------------- |
| Aleš Valič      | Gérard Simoné, oče Andrea Simonetta | Uroš Lekić, direktor firme Lekslo                           | Ivan Furlan, Kristjanov in Robertov oče, lastnik podjetja Baron            | 2† / 1,2,3,4 / 1,2,3      |
| Anja Drnovšek   | Rebeka Kern, dr. med.               | Nataša Zupan, Blaževa pokojna zaročenka                     | Valerija Furlan, Kristjanova in Robertova sestra, lastnica lokalne kavarne | 2,3,4 / 1-2† /1,2,3       |
| Nina Ivanič     | Ines Hrovat, Ivanova bivša žena     | Mojca Vesel, Frančeva žena, nekdanja natakarica v Vulkančku | Dragica Trošt, medicinska sestra, fotografinja                             | 1,2,3,4 / 1,2,3,4 / 1,2,3 |
| Bojan Maroševič | zdravnik                            | Alojz Gornik, bivši predsednik občine Bohinj                | nekdanji minister za infrastrukturo                                        | 4 / 3 / 1,2               |

## Predvajanje
| Epizode       | Dnevi predvajanja    | Ura predvajanja | Ura predvajanja |
| ------------- | -------------------- | --------------- | --------------- |
| 1. SEZONA     |                      |                 |                 |
| 1. - 10. del  | ponedeljek - petek   | 20.00           |                 |
| 11. - 19. del | ponedeljek - sreda   | 20.00           |                 |
| 2. SEZONA     |                      |                 |                 |
| 1. - 33. del  | ponedeljek - sreda   | 20.00           |                 |
| 34. - 49. del | ponedeljek - četrtek | 20.00           |                 |
| 50. - 52. del | ponedeljek - sreda   | 20.00           |                 |
| 3. SEZONA     |                      |                 |                 |
| 1. - 45. del  | ponedeljek - petek   | 20.00           |                 |
| 46. - 57. del | ponedeljek - četrtek | 20.00           |                 |
| 58. - 77. del | ponedeljek - petek   | 20.00           |                 |
| 78. - 79. del | ponedeljek - torek   | 20.00           |                 |